# Saison 1972-1973 de l'AS Saint-Étienne
Chronologie
Saison précédente Saison suivante
Cette page présente la saison 1972-1973 de l'AS Saint-Étienne. Le club évolue en Division 1, et Coupe de France .

## Résumé de la saison
- Le club termine 4e du championnat cette saison.
- Pas de Coupe d'Europe cette saison. C'est une première depuis la saison 1966-1967.
- Patrick Revelli termine meilleur buteur du club avec 16 buts en championnat.
- Après une saison difficile, le club voit un nouvel entraîneur arriver en la personne de Robert Herbin qui connaît très bien le club étant donné qu'il y jouait depuis la saison 1957 sans discontinuer. C'est aussi l'année de l'arrivée de quatre grands joueurs : le gardien Ivan Curkovic , le défenseur central Oswaldo Piazza , le défenseur latéral Gérard Janvion et l'attaquant Dominique Rocheteau. Dans le sens des départs, Salif Keita rejoint la colonie des anciens stéphanois à Marseille.

## Équipe professionnelle

### Transferts
Sont considérés comme arrivées, des joueurs n’ayant pas joué avec l’équipe 1 la saison précédente.
| Nom                 | Nationalité | Poste     | Transfert      | Provenance/Destination | Division      |
| ------------------- | ----------- | --------- | -------------- | ---------------------- | ------------- |
| Arrivées            |             |           |                |                        |               |
| Ivan Curkovic       |             | Gardien   | Transfert      | Partizan Belgrade      | Division 1    |
| Oswaldo Piazza      |             | Défenseur | Transfert      | Lanus                  | Division 1    |
| Gérard Janvion      |             | Défenseur | Transfert      | Case-Pilote            | Martinique    |
| Dominique Rocheteau |             | Attaquant | -              | -                      | Formé au club |
| Départs             |             |           |                |                        |               |
| Gérard Migeon       |             | Gardien   | Prêt           | Sporting Toulon Var    | Division 2    |
| André Castel        |             | Gardien   | Transfert      | LB Châteauroux         | Division 3    |
| Georges Polny       |             | Défenseur | Transfert      | Monaco                 | Division 2    |
| Salif Keita         |             | Attaquant | Transfert      | Marseille              | Division 1    |
| Spasoje Samardžić   |             | Attaquant | Arrêt carrière | -                      | -             |

### Championnat

#### Matchs allers
| Date       | N o | Adversaire             | Lieu | Résultat | Buteurs pour Saint-Étienne                                         | Points | Classement |
| ---------- | --- | ---------------------- | ---- | -------- | ------------------------------------------------------------------ | ------ | ---------- |
| 09/08/1972 | J01 | Bordeaux               | Ext. | 1 – 1    | Larqué 86e                                                         | 1      | 9          |
| 16/08/1972 | J02 | Nîmes Olympique        | Dom. | 3 - 1    | Sarramagna 6e, Bereta 13e 28e                                      | 3      | 6          |
| 23/08/1972 | J03 | RC Strasbourg          | Ext. | 0 – 0    | -                                                                  | 4      | 5          |
| 26/08/1972 | J04 | Paris FC               | Dom. | 3 - 0    | Piazza 2e, Santini 20e 67e                                         | 6      | 4          |
| 06/09/1972 | J05 | CS Sedan Ardennes      | Ext. | 1 - 3    | Santini 44e 72e, Farison 57e                                       | 8      | 4          |
| 16/09/1972 | J06 | OGC Nice               | Dom. | 0 -1     | -                                                                  | 8      | 4          |
| 20/09/1972 | J07 | Bastia                 | Ext. | 3 – 3    | Larqué 44e, Santini 65e, Sanlaville 79e                            | 9      | 4          |
| 29/09/1972 | J08 | AS Nancy Lorraine      | Dom. | 1 - 0    | Bereta 45e (pen.)                                                  | 11     | 7          |
| 04/10/1972 | J09 | FC Nantes              | Ext. | 1 -0     | -                                                                  | 11     | 7          |
| 07/10/1972 | J10 | Olympique lyonnais     | Dom. | 1 – 1    | Jacquet 88e                                                        | 12     | 6          |
| 17/10/1972 | J11 | Stade rennais UC       | Ext. | 2 – 2    | Lopez 71e , Piazza 82e                                             | 13     | 4          |
| 22/10/1972 | J12 | Valenciennes           | Dom. | 3 - 2    | Larqué 32e, Revelli P. 57e 60e                                     | 15     | 3          |
| 28/10/1972 | J13 | FC Sochaux             | Ext. | 2 - 1    | Larqué 51e                                                         | 15     | 5          |
| 05/11/1972 | J14 | Stade de Reims         | Dom. | 2 - 1    | Revelli P. 10e 52e                                                 | 17     | 4          |
| 19/11/1972 | J15 | Olympique de Marseille | Ext. | 3 - 1    | Revelli P. 40e                                                     | 17     | 6          |
| 26/11/1972 | J16 | AC Ajaccio             | Ext. | 2 – 0    | -                                                                  | 17     | 8          |
| 04/04/1973 | J17 | Red Star FC            | Dom. | 1 – 1    | Santini 74e                                                        | 18     | 5          |
| 09/12/1972 | J18 | FC Metz                | Ext. | 1 - 2    | Parizon 32e, Revelli P. 84e                                        | 20     | 5          |
| 17/12/1972 | J19 | Angers SCO             | Dom. | 5 - 0    | Larqué 10e 20e, Bereta 39e, Revelli 45e (pen.) , Lecoeur 80e (csc) | 22     | 4          |

#### Matchs retours
| Date       | N o | Adversaire             | Lieu | Résultat | Buteurs pour Saint-Étienne                                       | Points | Classement |
| ---------- | --- | ---------------------- | ---- | -------- | ---------------------------------------------------------------- | ------ | ---------- |
| 07/01/1973 | J20 | Nîmes Olympique        | Ext. | 4 -0     | -                                                                | 22     | 6          |
| 14/01/1973 | J21 | RC Strasbourg          | Dom. | 5 - 1    | Santini 20e, Jacquet 43e, Sarramagna 59e, Larqué 77e, Bereta 80e | 24     | 5          |
| 21/01/1973 | J22 | Paris FC               | Ext. | 1 – 1    | Jacquet 43e                                                      | 25     | 5          |
| 04/02/1973 | J23 | CS Sedan Ardennes      | Dom. | 2 - 0    | Bereta 7e, Parizon 51e                                           | 27     | 5          |
| 11/02/1973 | J24 | OGC Nice               | Ext. | 1 – 1    | Synaeghel 60e                                                    | 28     | 6          |
| 25/02/1973 | J25 | Bastia                 | Dom. | 2 - 1    | Piazza 71e, Larqué 82e                                           | 30     | 5          |
| 18/03/1973 | J26 | AS Nancy Lorraine      | Dom. | 4 -0     | -                                                                | 30     | 6          |
| 23/03/1973 | J27 | FC Nantes              | Dom. | 1 - 2    | Parizon 25e                                                      | 30     | 6          |
| 28/03/1973 | J28 | Olympique lyonnais     | Ext. | 2 - 0    | -                                                                | 30     | 8          |
| 31/03/1973 | J29 | Stade rennais UC       | Dom. | 2 - 0    | Revelli 45e , Larqué 82e                                         | 32     | 7          |
| 07/04/1973 | J30 | Valenciennes           | Ext. | 0 - 1    | Janvion 7e                                                       | 34     | 7          |
| 24/04/1973 | J32 | Stade de Reims         | Ext. | 0 – 0    | -                                                                | 35     | 7          |
| 28/04/1973 | J33 | Olympique de Marseille | Dom. | 2 - 1    | Santini 25e, Larqué 54e                                          | 37     | 5          |
| 02/05/1973 | J34 | AC Ajaccio             | Dom. | 3 - 1    | Repellini 15e, Revelli 47e, Larqué 79e                           | 39     | 5          |
| 05/05/1973 | J35 | Red Star FC            | Ext. | 0 - 3    | Revelli 28e, Larqué 61e, Santini 80e                             | 41     | 4          |
| 08/05/1973 | J31 | FC Sochaux             | Dom. | 2 – 2    | Revelli 65e, Piazza 68e                                          | 42     | 7          |
| 11/05/1973 | J36 | FC Metz                | Dom. | 1 - 0    | Revelli P. 59e                                                   | 44     | 4          |
| 29/05/1973 | J37 | Angers SCO             | Ext. | 2 - 0    | -                                                                | 44     | 4          |
| 02/06/1973 | J38 | Bordeaux               | Dom. | 6 - 2    | Revelli 9e 51e 74e 78e, Larqué 9e, Sarramagna 65e                | 46     | 4          |

#### Classement final
En cas d'égalité entre deux clubs, le premier critère de départage est la différence de buts.
| Rang | Équipe                   | Pts | J  | G  | N  | P  | Bp | Bc | Diff |
| ---- | ------------------------ | --- | -- | -- | -- | -- | -- | -- | ---- |
| 1    | FC Nantes                | 55  | 38 | 23 | 9  | 6  | 67 | 31 | +36  |
| 2    | OGC Nice                 | 50  | 38 | 20 | 10 | 8  | 70 | 44 | +26  |
| 3    | Olympique de Marseille T | 48  | 38 | 19 | 10 | 9  | 64 | 37 | +27  |
| 4    | AS Saint-Étienne         | 46  | 38 | 18 | 10 | 10 | 64 | 47 | +17  |
| 5    | Angers SCO               | 43  | 38 | 16 | 11 | 11 | 52 | 47 | +5   |
| 6    | AS Nancy Lorraine        | 42  | 38 | 16 | 10 | 12 | 59 | 47 | +12  |
| 7    | Nîmes Olympique          | 42  | 38 | 16 | 10 | 12 | 48 | 39 | +9   |
| 8    | Stade de Reims           | 41  | 38 | 15 | 11 | 12 | 50 | 47 | +3   |
| 9    | SEC Bastia               | 38  | 38 | 15 | 8  | 15 | 59 | 41 | +18  |
| 10   | Stade rennais FC         | 38  | 38 | 14 | 10 | 14 | 46 | 53 | -7   |
| 11   | FC Sochaux               | 37  | 38 | 12 | 13 | 13 | 56 | 54 | +2   |
| 12   | Paris FC                 | 36  | 38 | 13 | 10 | 15 | 54 | 58 | -4   |
| 13   | Olympique lyonnais C     | 35  | 38 | 14 | 7  | 17 | 62 | 67 | -5   |
| 14   | FC Girondins de Bordeaux | 35  | 38 | 12 | 11 | 15 | 49 | 55 | -6   |
| 15   | FC Metz                  | 35  | 38 | 13 | 9  | 16 | 44 | 52 | -8   |
| 16   | RC Strasbourg P          | 30  | 38 | 9  | 12 | 17 | 42 | 62 | -20  |
| 17   | CS Sedan Ardennes P      | 30  | 38 | 11 | 8  | 19 | 49 | 71 | -22  |
| 18   | US Valenciennes-Anzin P  | 28  | 38 | 9  | 10 | 19 | 37 | 51 | -14  |
| 19   | Red Star FC              | 28  | 38 | 7  | 14 | 17 | 38 | 58 | -20  |
| 20   | AC Ajaccio               | 23  | 38 | 7  | 9  | 22 | 40 | 89 | -49  |

Victoire à 2 points
Qualifications européennes
Coupe des clubs champions européens
- 1er : 1er tour (1/16 de finale)

Coupe d'Europe des vainqueurs de coupe
- Vainqueur de la Coupe de France : 1er tour (1/16 de finale)

Coupe UEFA
- 2e et 3e : 1er tour (1/32 de finale)

Relégation
- 18e, 19e et 20e : relégation en Division 2

Abréviations
T : Tenant du titre

C : Vainqueur de la Coupe de France 1972-73

P : Promus de Division 2
- Les vainqueurs des deux groupes de D2, le RC Lens et le Troyes AF, obtiennent la montée directe en D1. Les deux deuxièmes des groupes se disputent la montée, et c'est l'AS Monaco FC qui remporte ce barrage face à l'US Boulogne, et prend la troisième place d'accès à la D1.

### Coupe de France

#### Tableau récapitulatif des matchs
| Date       | N o                    | Adversaire | Lieu                                  | Résultat | Buteurs pour Saint-Étienne                           | Suite                               |
| ---------- | ---------------------- | ---------- | ------------------------------------- | -------- | ---------------------------------------------------- | ----------------------------------- |
| 28/01/1973 | 32èmes de finale       | Troyes AF  | Stade Gaston Gérard, Dijon            | 2 - 1    | Parizon 16e, Synaeghel 80e                           | Qualifiés pour les 16èmes de finale |
| 18/02/1973 | 16èmes de finale       | Cannes     | Stade de l'Aube, Troyes               | 1 - 0    | Bereta 88e                                           | Qualifiés pour les 8èmes de finale  |
| 11/03/1973 | 8èmes de finale aller  | AC Arles   | Stade Geoffroy-Guichard,Saint-Étienne | 3 - 0    | Bereta 29e (pen.) 65e, Revelli 80e                   | -                                   |
| 14/03/1973 | 8èmes de finale retour | AC Arles   | Stade Fernand-Fournier,Arles          | 0 - 4    | Lopez 23e, Synaeghel 27e, Larqué 72e, Sarramagna 86e | qualifies pour les ¼ de finale      |
| 14/04/1973 | Quart de finale aller  | FC Nantes  | Stade Geoffroy-Guichard,Saint-Étienne | 2 - 0    | Sarramagna 53e , Broissart 64e                       | -                                   |
| 18/04/1973 | Quart de finale retour | FC Nantes  | Stade Marcel-Saupin,Nantes            | 5 - 1 ap | Jacquet 82e                                          | Éliminés                            |

### Statistiques

#### Équipe-type
| \| Curkovic Farison (Repellini) Piazza Merchadier (Lopez) Broissart Santini Larqué Bereta · Sarramagna (Jacquet) P.Revelli Parizon \| Équipe-type de la saison 1972-1973 |
| Curkovic Farison (Repellini) Piazza Merchadier (Lopez) Broissart Santini Larqué Bereta · Sarramagna (Jacquet) P.Revelli Parizon                                          |

#### Buteurs
| Place | Nom                  | Division 1 | Coupe de France | TOTAL des BUTS |
| 1     | Patrick Revelli      | 16 buts    | 1 but           | 17 buts        |
| 2     | Jean-Michel Larqué   | 13 buts    | 1 but           | 14 buts        |
| 3     | Jacques Santini      | 9 buts     | -               | 9 buts         |
| 3     | Georges Bereta       | 6 buts     | 3 buts          | 9 buts         |
| 5     | Christian Sarramagna | 3 buts     | 2 buts          | 5 buts         |
| 6     | Patrick Parizon      | 3 buts     | 1 but           | 4 buts         |
| 6     | Aimé Jacquet         | 3 but      | 1 but           | 4 buts         |
| 6     | Oswaldo Piazza       | 4 buts     | -               | 4 buts         |
| 9     | Christian Synaeghel  | 1 but      | 2 buts          | 3 buts         |
| 10    | Christian Lopez      | 1 but      | 1 but           | 2 buts         |
| 11    | José Broissart       | -          | 1 but           | 1 but          |
| 11    | Gérard Farison       | 1 but      | -               | 1 but          |
| 11    | Gérard Janvion       | 1 but      | -               | 1 but          |
| 11    | Daniel Sanlaville    | 1 but      | -               | 1 but          |
| 11    | Pierre Repellini     | 1 but      | -               | 1 but          |
| #     | contre son camp      | 1 but      | -               | 1 but          |
| Total | 15 buteurs           | 64 buts    | 13 buts         | 77 buts        |

Date de mise à jour : le 15 avril 2015.

#### Affluences
248 328 spectateurs ont assisté à une rencontre au stade cette saison, soit une moyenne de 11 825 par match.
21 rencontres ont eu lieu à Geoffroy-Guichard durant la saison.

Affluence de l'AS Saint-Étienne à domicile

### Équipe de France
3  stéphanois auront les honneurs de l’Equipe de France cette saison : Georges Bereta  (6 sélections), José Broissart  (5 sélections)  et Jean-Michel Larqué   (4 sélections).
| Joueurs            | Position  | Date       | Lieu    | Adversaire | Type rencontre               | Score | Temps de jeu | Buts |
| Georges Bereta     | Attaquant | 08.09.1972 | Athènes | Grèce      | Amical                       | 1 - 3 | 90           | -    |
| Georges Bereta     | Attaquant | 13.10.1972 | Paris   | URSS       | Eliminatoires Coupe du monde | 1 - 0 | 90           | 60e  |
| Georges Bereta     | Attaquant | 15.11.1972 | Dublin  | Eire       | Eliminatoires Coupe du monde | 2 - 1 | 90           | -    |
| Georges Bereta     | Attaquant | 03.03.1973 | Paris   | Portugal   | Amical                       | 1 - 2 | 90           | -    |
| Georges Bereta     | Attaquant | 19.05.1973 | Paris   | Eire       | Eliminatoires Coupe du monde | 1 – 1 | 90           | -    |
| Georges Bereta     | Attaquant | 26.05.1973 | Moscou  | URSS       | Eliminatoires Coupe du monde | 2 - 0 | 90           | -    |
| Jean-Michel Larqué | Milieu    | 08.09.1972 | Athènes | Grèce      | Amical                       | 1 - 3 | 90           | 90e  |
| Jean-Michel Larqué | Milieu    | 13.10.1972 | Paris   | URSS       | Eliminatoires Coupe du monde | 1 - 0 | 90           | -    |
| Jean-Michel Larqué | Milieu    | 15.11.1972 | Dublin  | Eire       | Eliminatoires Coupe du monde | 2 - 1 | 90           | 66e  |
| Jean-Michel Larqué | Milieu    | 19.05.1973 | Paris   | Eire       | Eliminatoires Coupe du monde | 1 – 1 | 61           | -    |
| José Broissart     | Défenseur | 08.09.1972 | Athènes | Grèce      | Amical                       | 1 - 3 | 45           | -    |
| José Broissart     | Défenseur | 13.10.1972 | Paris   | URSS       | Eliminatoires Coupe du monde | 1 - 0 | 90           | -    |
| José Broissart     | Défenseur | 15.11.1972 | Dublin  | Eire       | Eliminatoires Coupe du monde | 2 - 1 | 90           | -    |
| José Broissart     | Défenseur | 03.03.1973 | Paris   | Portugal   | Amical                       | 1 - 2 | 90           | -    |
| José Broissart     | Défenseur | 26.05.1973 | Moscou  | URSS       | Eliminatoires Coupe du monde | 2 - 0 | 90           | -    |

3  stéphanois a eu les honneurs de l’Equipe de France Espoirs cette saison :  Christian Sarramagna (5 sélection), Patrick Revelli (4  sélections) , Alain Merchadier (3 sélections), Pierre Repellini (2 sélections) et Christian Lopez (1 sélection)
| Joueurs              | Position  | Date       | Lieu            | Adversaire | Type rencontre | Score | Temps de jeu | Buts |
| Christian Lopez      | Défenseur | 02.09.1972 | Lahti           | Finlande   | Amical         | 1 - 3 | 90           | -    |
| Alain Merchadier     | Défenseur | 10.11.1972 | Bergame         | Italie     | Amical         | 3 - 1 | 90           | -    |
| Alain Merchadier     | Défenseur | 19.05.1973 | Dublin          | Irlande    | Amical         | 0 – 0 | 90           | -    |
| Alain Merchadier     | Défenseur | 25.05.1973 | Aix-en-Provence | URSS       | Amical         | 0 - 1 | 90           | -    |
| Pierre Repellini     | Défenseur | 19.05.1973 | Dublin          | Irlande    | Amical         | 0 – 0 | 90           | -    |
| Pierre Repellini     | Défenseur | 25.05.1973 | Aix-en-Provence | URSS       | Amical         | 0 - 1 | 90           | -    |
| Christian Sarramagna | Attaquant | 02.09.1972 | Lahti           | Finlande   | Amical         | 1 - 3 | 90           | 68e  |
| Christian Sarramagna | Attaquant | 13.10.1972 | Moscou          | URSS       | Amical         | 3 - 1 | 90           | -    |
| Christian Sarramagna | Attaquant | 10.11.1972 | Bergame         | Italie     | Amical         | 3 - 1 | 90           | -    |
| Christian Sarramagna | Attaquant | 19.05.1973 | Dublin          | Irlande    | Amical         | 0 – 0 | 90           | -    |
| Christian Sarramagna | Attaquant | 25.05.1973 | Aix-en-Provence | URSS       | Amical         | 0 - 1 | 90           | -    |
| Patrick Revelli      | Attaquant | 13.10.1972 | Moscou          | URSS       | Amical         | 3 - 1 | 90           | -    |
| Patrick Revelli      | Attaquant | 14.11.1972 | Lorient         | Irlande    | Amical         | 0 – 0 | 90           | -    |
| Patrick Revelli      | Attaquant | 19.05.1973 | Dublin          | Irlande    | Amical         | 0 – 0 | 90           | -    |
| Patrick Revelli      | Attaquant | 25.05.1973 | Aix-en-Provence | URSS       | Amical         | 0 - 1 | 90           | -    |